# Scotty McCreery
Scott Cooke McCreery, in arte Scotty McCreery, (Garner, 9 ottobre 1993), è un cantante statunitense.
È il vincitore della decima edizione di American Idol, edizione conclusa il 25 maggio 2011. Lo stesso anno dopo aver pubblicato una compilation ed un EP con le sue migliori esibizioni nel programma, pubblica il suo primo album in studio, Clear as Day.

## Biografia
McCreery nato nel 1993 a Garner, Carolina del Nord, ha origini portoricane, essendo figlio di Judy e Micheal McCreery, nati rispettivamente a San Juan e Aguadilla, in Porto Rico.
Ha cominciato ad ascoltare musica country grazie a sua madre, fan del genere. Cominciò a prendere lezioni di chitarra all'età di 10 anni, si innamorò letteralmente di questo strumento, tanto che cominciò a dormire tenendo la chitarra al suo fianco. Ha frequentato la scuola elementare West Lake Middle School di Apex e qui ha dato la prima manifestazione del suo talento, quando, alla cerimonia del diploma, si esibì cantando e suonando, per ironia della sorte, The Time of My Life di David Cook, vincitore della settima edizione di American Idol.

### American Idol
Ha partecipato al provino di American Idol a Milwaukee, esibendosi in Your Man di Josh Turner. La sua voce profonda, inusuale per un ragazzo della sua giovane età, ha subito colpito i giudici che lo hanno paragonato a Randy Travis. Nel turno delle esibizioni di gruppo si unì al gruppo Guaps, dopo che uno dei componenti, Jacee Badeux, fu coinvolto in una vicenda di bullismo che gli costò la permanenza nel gruppo e nel programma.
Riuscì a raggiungere la finale, svoltasi il 24 maggio 2011, dove si scontrò con Lauren Alaina. A proposito disse: "siamo amici. Non è una competizione, stiamo solo cantando con il cuore". McCreery riuscì a vincere diventando, con i suoi 17 anni, il secondo vincitore più giovane di American Idol, dopo Jordin Sparks, vincitrice del 2007.

### Il primo album:Clear as Day
Subito dopo la vittoria del programma, pubblicò il primo singolo I Love You This Big, che debuttò nella Billboard Country Songs alla posizione numero 32, diventando il miglior debutto di un brano di un nuovo artista. La canzone registrò nella prima settimana una vendita di 171.404 unità, e venne certificato disco d'oro dalla RIAA nel mese di agosto.
McCreery e la seconda classificata dell'edizione, Lauren Alaina, si esibirono il 6 giugno 2011 ai CMT Music Awards. Successivamente fu invitato al CMA Music Festival dove si esibì con Josh Turner.
Il primo album del cantante country, Clear as Day, è stato pubblicato il 4 ottobre 2011. L'album ha venduto 197 000 copie nella prima settimana, debuttando alla prima posizione della Billboard 200, della Country Albums e della Digital Albums. Il primo singolo dell'album è stato The Trouble With Girls, pubblicato su iTunes il 1º settembre. La scelta è ricaduta su questo brano per via della sua dolcezza: "è una canzone molto dolce. L'ho suonata per mia sorella e le ho chiesto se le fosse piaciuto ciò che aveva appena ascoltato e lei mi ha risposto dicendo 'mi piacerebbe che un ragazzo mi dicesse cose del genere'."

## Discografia
Album studio
- 2011 - Clear as Day
- 2012 - Christmas with Scotty McCreery
- 2013 - See You Tonight
- 2018 - Seasons Change
- 2021 - Same Truck

Raccolte
- 2011 - American Idol Season 10: Scotty McCreery
- 2013 - Scotty McCreery QVC Bundle

EP
- 2011 - American Idol Season 10 Highlights: Scotty McCreery

## Filmografia
- Hart of Dixie - serie TV, episodio 1x19 (2012)

## Premi
- American Country Awards
  - 2011: Vinto - miglior nuovo artista[16]
- Academy of Country Music Awards
  - 2012: Vinto - miglior nuovo artista[17]
- Billboard Music Awards
  - 2012: Nomination - miglior nuovo artista
  - 2012: Nomination - miglior album country (per Clear as Day)
- CMT Music Awards
  - 2012: Vinto - USA Weekend Breakthrough Video of the Year (per The Trouble with Girls)[18]
- MusicRow Awards
  - 2012: Nomination - miglior artista emergente
- Teen Choice Awards
  - 2011: Nomination - miglior artista emergente
  - 2012: Nomination - miglior artista maschile country
  - 2012: Nomination - star maschile di un reality (per American Idol)